# Alibre Design
Alibre Design, později Geomagic Design a nyní opět Alibre Design je nízkonákladový a velice lehce ovladatelný software k vytváření 3D modelů a 2D výkresů. Dodává se ve dvou základních verzích: Alibre Design Professional a Alibre Design Expert (nejvyšší verze) a hobby verzi Atom 3D. Program pracuje na 64bitových verzích Windows 10 a Windows 11.
Základní nástroje Alibre Design umožňují mimo jiné:
3D parametrické modelování objemových těles:
- části a sestavy,
- parametrické modelování a kreslení,
- zjišťování kolizí,
- geometrie řízená tabulkou (xls soubor).

Pokročilé modelovací nástroje :
- 3D skica,
- Booleovské operace (sčítání, odčítání, průnik),
- plošné nástroje,
- skořepina, ...

Pokročilé funkce tvorby výkresu:
- asociativní kusovník,
- přerušený pohled,
- řezy,
- detaily,
- částečný či pomocný pohled.

3D PDF Publishing (výstupy v 3D PDF)

## Výměna dat s jinými systémy ve formátech

### pro 3D
- STEP AP203/214 (*.stp, *.step, *.ste)
- IGES (*.igs)
- ACIS (*.sat)
- Rhino (*.3dm)
- DXF (*.dxf), DWG (*.dwg)
- SolidWorks Files (*.sldprt, *.sldasm)
- Autodesk Inventor (*.ipt, *.iam)
- ProEngineer (*.prt, *.asm, *.xpr, *.xas)
- Catia (*.CATPart, *.CATProduct)
- Parasolid (*.x_t, *.x_b, *.xmt_txt, *xmt_bin)
- Solid Edge (*.par, *.psm, *.asm)
- Různé formáty obrázků (bmp, dib, rle, gif, tif, tiff, png, jpg, jpeg, jfif, emf, wmf)

### pro 2D
- STEP AP203/214 (*.stp, *.step, *.ste)
- IGES (*.igs)
- ACIS (*.sat)
- Stereolithography (*.stl)
- DXF (*.dxf), DWG (*.dwg)
- SolidWorks (*.sldprt, *.sldasm)
- Parasolid (*.x_t, *.x_b, *.xmt_txt, *xmt_bin)
- OBJ (*.obj) - prostřednictvím doplňku v Alibre Design Expert
- SketchUp (*.skp) - prostřednictvím doplňku v Alibre Design Expert

Program také umožňuje vytváření 3D PDF souborů a import a export některých rastrových formátů. Importuje formáty souborů Rhinoceros 3D, SolidWorks, Autodesk Inventor, Pro/ENGINEER, Catia, Parasolid, Solid Edge, T-Flex, progeCAD